# Círdan
Círdan este unul dintre personajele ficționale din trilogia Stăpânul inelelor scrisă de J.R.R. Tolkien. Numele său înseamnă "Făuritorul de corăbii".